# Біологічний годинник
Біологічний годинник — узагальнена назва внутрішніх механізмів або регуляторів, здатність живих організмів орієнтуватися в часі, в основі якої лежить сувора періодичність біохімічних і фізіологічних процесів, що протікають в клітинах. Його дія може бути зумовлена циклічними коливаннями геофізичних факторів (добова і сезонна періодичність електромагнітного поля Землі, сонячної і космічної радіації та ін.). Біологічний годинник дозволяє приводити фізіологічні ритми у відповідність до ритмів довкілля і дає організмам можливість передбачати добові, сезонні та інші коливання освітленості, температури, припливів та ін.
Біохімічні годинники виявлені і в одноклітинних тварин, і в клітинах людських тканин. Ймовірно, біохімічні осциляції самі по собі здатні підтримувати організуючу ритмічність.

## Роль пероксіредоксину
Група біологів припустили, що пероксіредоксин, фермент, що бере участь в нейтралізації небезпечних форм кисню в клітині, може бути основою біологічного годинника, універсального для всіх живих організмів. Працю опубліковано в журналі «Nature», її короткий зміст наводить «Nature News»
Пероксіредоксин розкладає небезпечні для живих істот пероксиди до води. Фермент може перебувати в окисленому або відновленому стані, відносний вміст яких коливається протягом дня. Раніше ті ж дослідники показали, що відношення вмісту однієї форми до іншої коливається практично однаково у морських водоростей і людських еритроцитів — з періодичністю приблизно в 24 години.
В опублікованій роботі автори показали, що такі добові коливання відбуваються і в інших, причому абсолютно різних організмів, — мишей, дрозофіл, деяких рослин, а також у бактерій і археїв — словом, у представників всіх доменів життя.
На даний момент відомо кілька механізмів, які можуть управляти біологічним годинником живих істот. Вони мають різну будову у різних організмів і, наприклад, у тварин і рослин виникли незалежно один від одного. Більшість з них тим чи іншим чином залежать від періодичності сонячного світла.
Добові коливання пероксіредоксину, навпаки, універсальні і не залежать безпосередньо від світла. Крім того, шляхом внесення мутацій, авторам вдалося відключити деякі з механізмів відомих добових ритмів і показати, що їх відключення не впливає на коливання пероксіредоксину. З іншого боку, авторам не вдалося показати, як саме ці коливання можуть впливати на поведінку живих істот.
Дослідники також запропонували гіпотезу, що пояснює зв'язок між виникненням перших універсальних біологічних годинників з активними формами кисню. На їхню думку, при виникненні кисневого фотосинтезу концентрація перекисів в клітині сильно зростала вдень і спадала вночі. Клітинам було необхідно підготуватися до денного зростанням концентрації перекисів за допомогою активації необхідних ферментів. З часом виникла система, яку нащадки фотосинтезуючих організмів застосували для регуляції вже інших періодичних процесів.